# Colônias da Nova Inglaterra
```
   |-
       |
Erro:
:  
valor não especificado para "
nome_comum
"
```

As Colônias da Nova Inglaterra da América Britânica, incluíam as colônias de Connecticut, de Rhode Island e Providence Plantations, além da Colônia da Baía de Massachusetts e a Província de New Hampshire, além de algumas pequenas colônias de vida curta. Elas faziam parte das Treze Colônias e eventualmente se tornaram cinco dos seis estados da Nova Inglaterra. A obra de 1616 do Capitão John Smith, "A Description of New England", aplicou pela primeira vez o termo "Nova Inglaterra" às terras costeiras do estuário de Long Island até a Terra Nova.

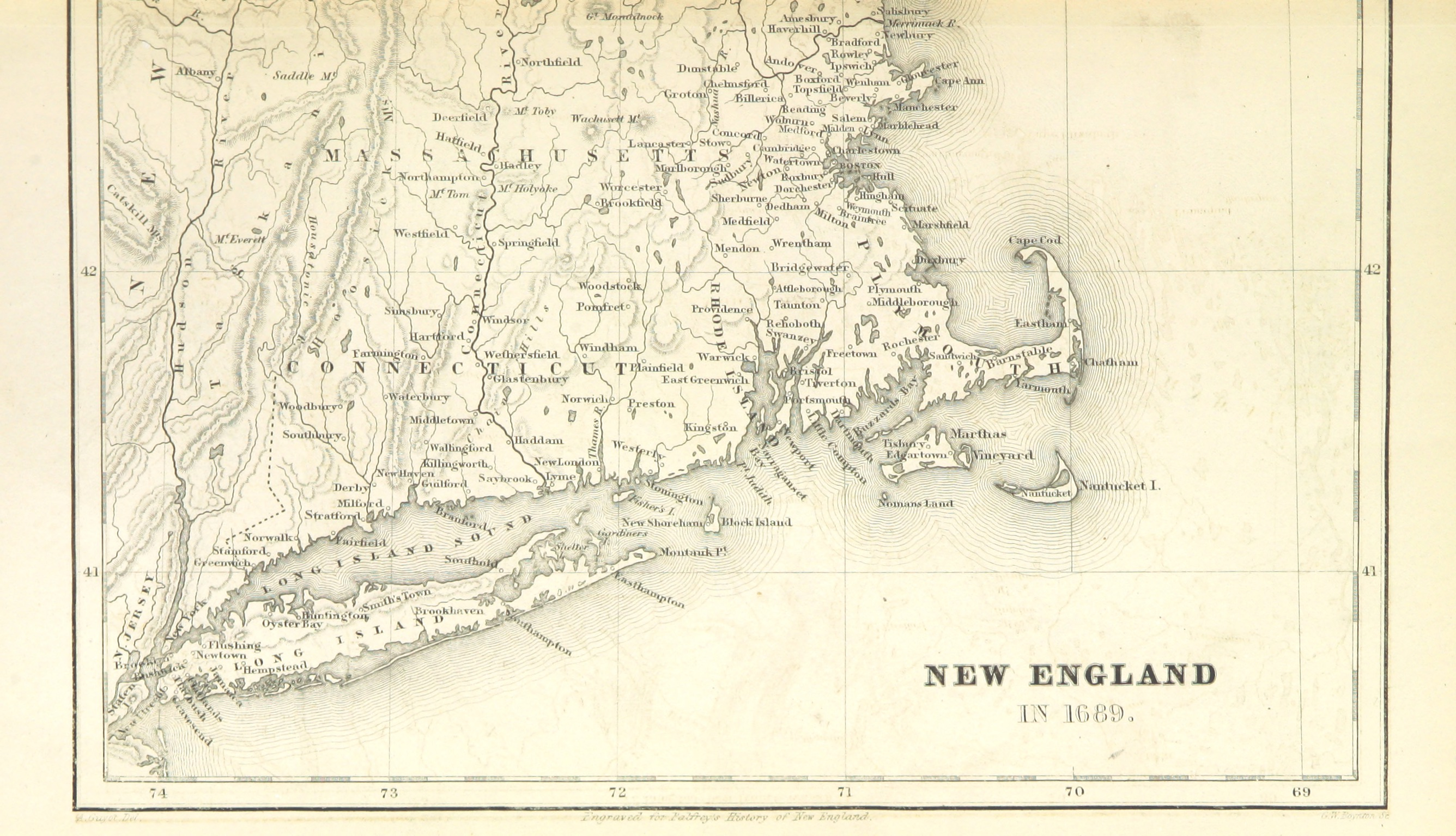
Mapa das colônias da Nova Inglaterra publicado em 1858.